# Борха Докаль
Борха Докаль Сайс (ісп. Borja Docal Sáiz; нар. 3 жовтня 1991, Сантандер, Іспанія) — іспанський футболіст, півзахисник.

## Клубна кар'єра
Борха пройшов через усю футбольну систему клубу «Расінг». 19 серпня 2012 року дебютував за основну команду в Сегунді у матчі проти «Лас-Пальмаса». 23 березня 2013 року відзначився дебютним голом у ворота «Луго».
14 липня 2013 року приєднався до клубу «Мірандес». 26 серпня 2015 року повернувся до «Расінга».
1 липня 2016 року підписав контракт зі словацьким клубом «Сениця». 30 липня дебютував за команду у матчі проти «Земплін» (2:0). Другим та останнім матчем за клуб із Михаловце був проти «Злате-Моравце».
14 лютого 2017 року підписав однорічний контракт із берестейським «Динамо». Початок сезону 2017 року пропустив через травму. Дебют за білоруський клуб відбувся 4 червня того ж року у матчі проти «Нафтана», замінивши на 87-ій хвилині Леандро Торреса. Проте закріпитися в складі «Динамо» йому не вдалося, а у вересні перестав виходити на поле. Після закінчення сезону в грудні 2017 року покинув брестейський клуб.
У 2018 році повернувся до Іспанії, щоб грати за клуб «Хімнастик» з третього дивізіону Іспанії, але залишив його в кінці сезону 2018/19 років.

## Особисте життя
Двоюрідний брат Докаля, Серхіо Каналес, також професіональний футболіст.